# Scheelit
Scheelite là khoáng vật calci wolfram với công thức hóa học là CaWO4. Nó là một quặng wolfram quan trọng. Tinh thể có cấu trúc tốt được tìm kiếm bởi các nhà sưu tập và đôi khi được dùng làm đá quý. Scheelite đã được làm nhân tạo bởi quá trình Czochralski; khoáng vật được tạo ra có thể sử dụng để làm giả kim cương, như vật phát sáng, hoặc như là nguồn phát tia laser.

## Tính chất
Tinh thể Scheelite ở hệ tinh thể bốn phương, xuất hiện ở dạng lưỡng tháp giả bát diện. Màu sắc bao gồm vàng, xanh lá cây pha nâu cho đến nâu sẫm, hơi hồng cho đến xám đỏ, da cam và không màu. Độ trong suốt dải từ trong mờ cho đến trong suốt và các mặt tinh thể có độ ánh cao (từ ánh thủy tinh đến ánh kim cương). Scheelite có độ cát khai đặc biệt và vết vỡ có thể ở dạng bán vỏ sò đến không nhẵn. Tỉ trọng cao từ 5.9 – 6.1 và độ cứng thấp từ 4.5 – 5. Dạng thường tinh thể có thể ở dạng giả hình bát diện, hình cột, dạng hạt, dạng khối. 
Tinh đám là khá hiếm và gần như chỉ xuất hiện ở Zinnwald, Cộng hòa Séc.
Song tinh cũng thể được quan sát và mặt tinh thể có thể có sọc. Vết vạch trắng và giòn.
Ngọc cắt từ khoáng vật trong suốt thường dễ vỡ. Chiết suất của Scheelite (1.918 – 1.937 đơn trục dương, với chỉ số khúc xạ kép tối đa là 0.016) và độ tán sắc (0.026) đều khá cao. Những yếu tố này kết hợp tạo nên ánh kim đặc biệt, có thể so với kim cương.
Scheelite phát huỳnh quang dưới tia tử ngoại có bước sóng ngắn, khoáng vật phát sáng màu xanh da trời. Sự xuất hiện của kim loại vết molybden đôi khi cho kết quả là ánh xanh lá cây.

## Dạng tồn tại
Scheelite tồn tại trong đá biến chất tiếp xúcskarn; ở mỏ nhiệt dịch nhiệt độ cao và trong đá greisen; ít phổ biến hơn ở trong đá granit pegmatit. Nhiệt độ và áp suất để hình thành nằm giữa khoảng 200 độ đến 500 độ C và 200 đến 1500 bar. Các khoáng vật liên quan điển hình gồm cassiterit, wolframic, topaz, fluorit, apatit, tourmaline, thạch anh, grossular–andradit, diopside, vesuvianite và tremolit.
Scheelite thường xuất hiện ở các mỏ chứa thiếc, và đôi khi được tìm thấy liên kết với vàng. Các tinh thể đạt tiêu chuẩn được khai thác từ Caldbeck Fells ở Cumberland, Zinnwald/Cinovec và Elbogen ở Bohemia, Guttannen ở Thụy Sĩ, Riesengebirge ở Silesia, Dragoon Mountains ở Arizona và một vài nơi khác. Ở Trumbull ở Connecticut và Kimpu-san ở Nhật, nhiều tinh thể scheelite lớn hoàn toàn chuyển thành wolframite đã được tìm thấy: những tinh thể từ Nhật còn được gọi với tên reinite.

## Nhân tạo

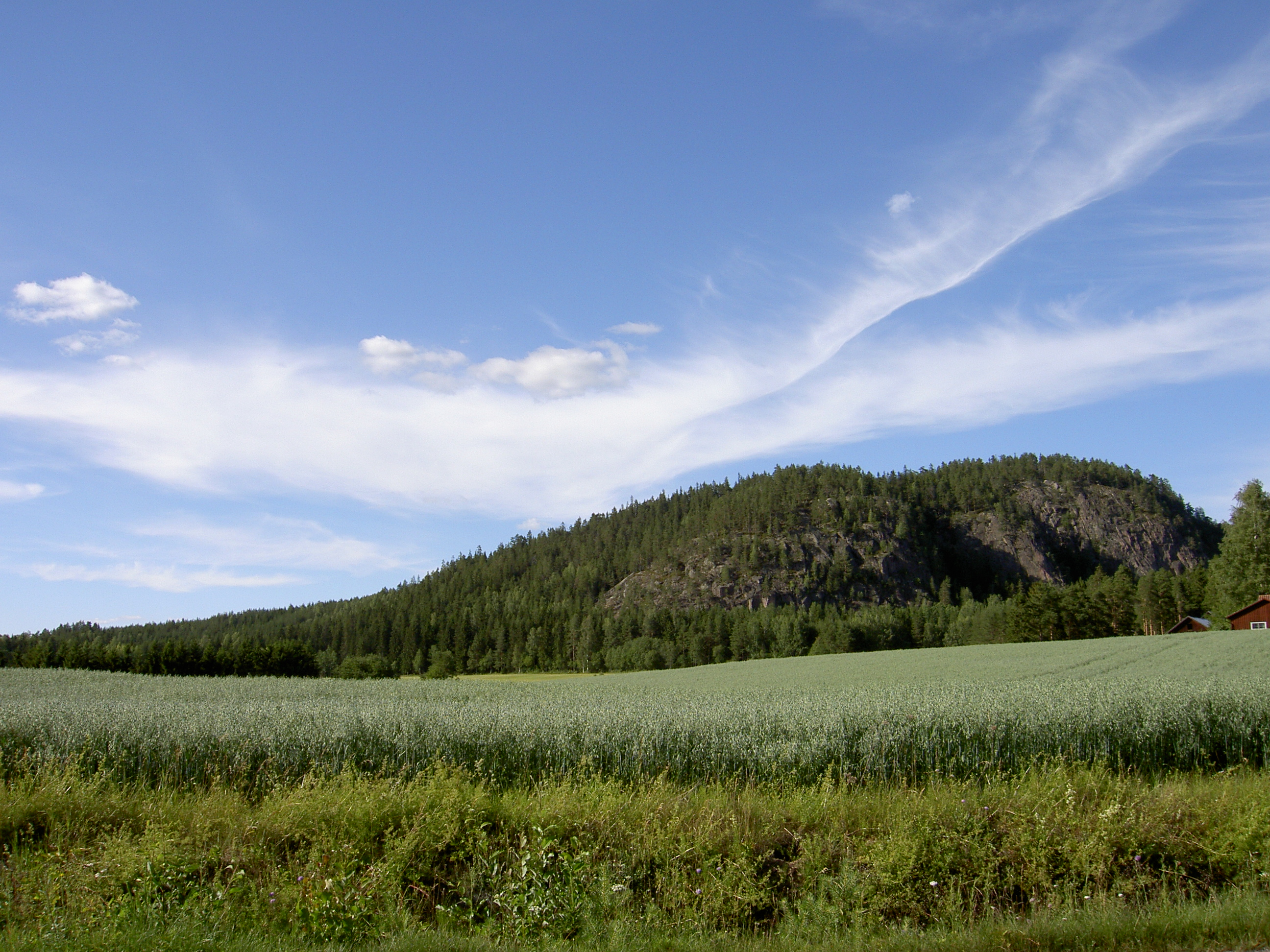
Núi Bispbergs klack.

Mặc dù hiện tại scheelite không được thay thể phổ biến với kim cương – việc mà zircon và moissanite vẫn được sử dụng – scheelite nhân tạo vẫn đôi khi thay thế cho scheelite tự nhiên, và các nhà sưu tập có thể bị lừa trả giá cao cho chúng. Các nhà ngọc học phân biệt scheelite tự nhiên từ tinh thể nhân tạo phần lớn bởi kiểm tra qua kính hiển vi: tinh thể tự nhiên thường có các đặc điểm hình thành bên trong và không hoàn thiện, trong khi tinh thể nhân tạo thì rất sạch. Bong bóng khí do quá trình nhân tạo cũng có thể được quan sát trong tinh thể scheelite nhân tạo.
Vùng quang phổ nhìn thấy của scheelite, có thể nhìn thấy qua kính quang phổ, có thể được sử dụng: phần lớn đá tự nhiên có một vài vạch hấp thụ trong vùng màu vàng (~585 nm) bởi các nguyên tố vết. Tuy nhiên, scheelite nhân tạo không có đặc điểm này. Scheelite nhân tạo có thể cũng có các nguyên tố vết này nhưng vạch quang phổ vẫn khác so với đá tự nhiên.

## Lịch sử
Scheelite lần đầu được mô tả vào năm 1821 ở Núi Bisbergs klack, Sater, Dalarna, Thuỵ Điển, và được đặt tên theo nhà hóa học Carl Wilhelm Scheele (1742 – 1786). Bởi độ nặng khác thường, nó được đặt tên là tungsten bởi người Thụy Sĩ, có nghĩa là "đá nặng". Tên này sau đó được dùng để chỉ kim loại Wonfram, trong khi quặng thì được đặt tên là scheelerz hoặc scheelite.

## Gallery

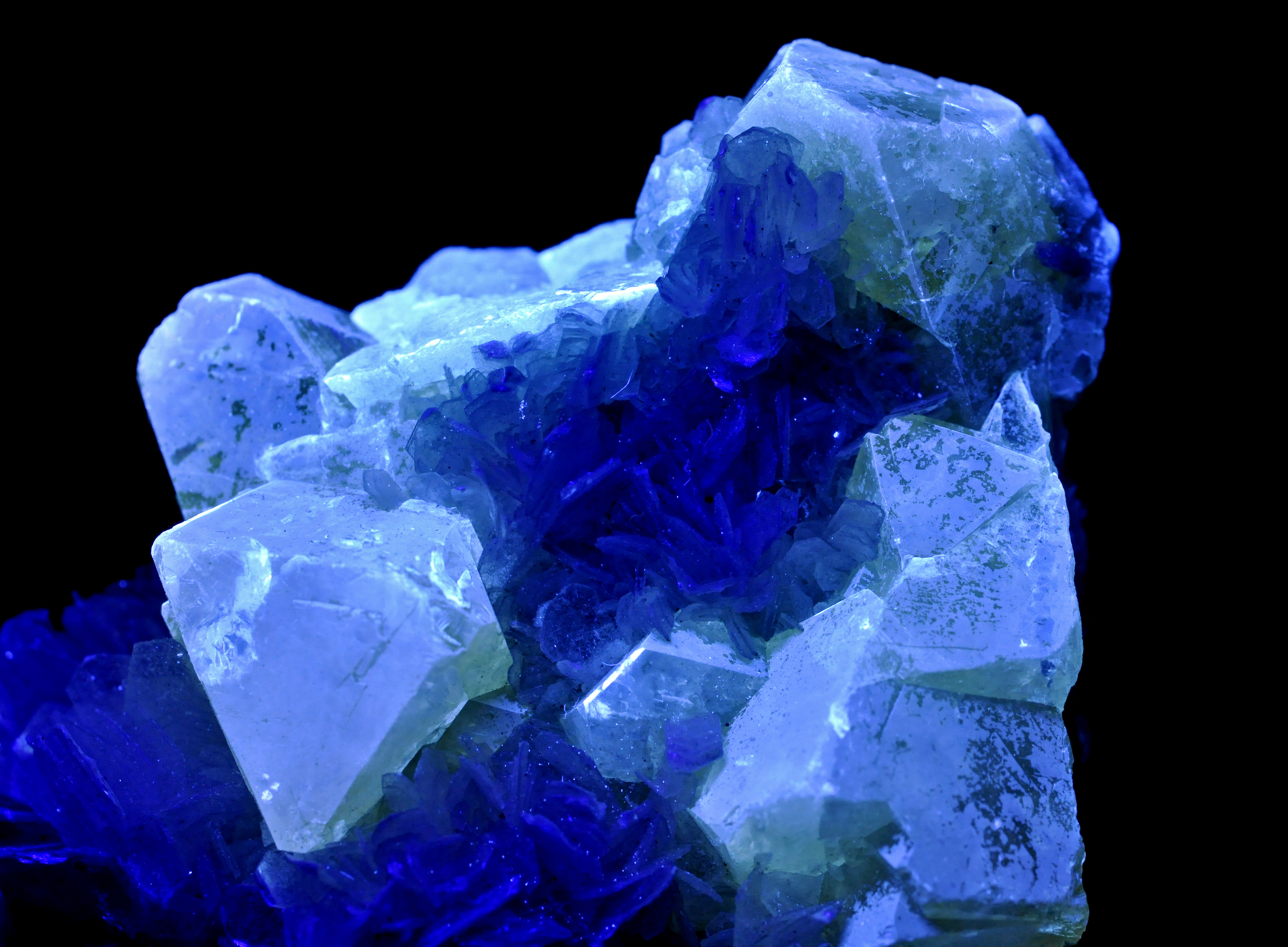
Tinh thể Scheelite dưới tia cực tím
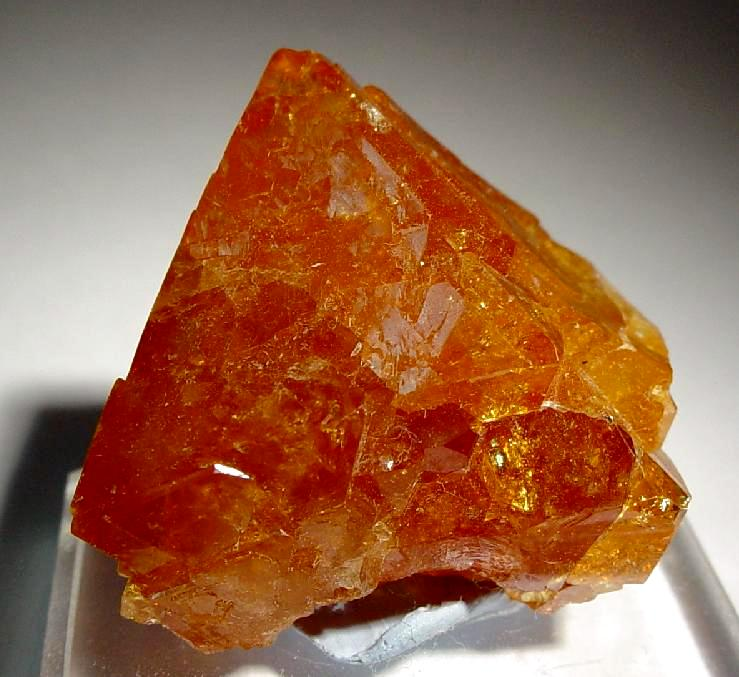
Tinh thể Scheelite